# Cytochrom c6
Cytochrom c6 (auch Cytochrom c552, Cytochrom c553) ist ein monomeres, lösliches Häm-Protein, das in vielen Cyanobakterien und einigen Algen am photosynthetischen Elektronentransport beteiligt ist. Es hat hier die Funktion des löslichen Elektronenträgers zwischen Cytochrom-bc1-Komplex bzw. Cytochrom-b6f-Komplex und Photosystem I. Einige Cyanobakterien produzieren ausschließlich Cytochrom c6,  höhere Pflanzen haben diese Fähigkeit verloren und synthetisieren stattdessen das kupferhaltige Plastocyanin. Eine in höheren Pflanzen wie Acker-Schmalwand (Arabidopsis thaliana) gefundene Variante des Cytochrom c6 hat wahrscheinlich nur eine Signalfunktion.   Einige Cyanobakterien und eukaryotischen Algen synthetisieren beide Proteine. Wie Plastocyanin kann das Protein nur ein Elektron aufnehmen und wieder abgeben.  Es ist ein Klasse-I-Cytochrom c, das von dem Gen petJ kodiert wird und etwa 10 kDa schwer ist.

## Funktion in der photosynthetischen Elektronentransportkette
Die Lichtreaktion der Photosynthese ist eine Abfolge von Elektronenübergängen, die bei Pflanzen in den Thylakoiden der grünen Chloroplasten stattfindet. Der Proteinkomplex Photosystem II gewinnt unter der Nutzung von Lichtenergie Elektronen aus Wasser. Die Elektronen werden zunächst auf das kleine Molekül Plastochinon, und dann über den Cytochrom-b6f-Komplex übertragen, um von dort mit Hilfe von Plastocyanin oder Cytochrom c6 in das Photosystem I zu gelangen, um letztlich NADP+ zu reduzieren.
Obwohl sowohl Cytochrom c6 als auch Plastocyanin Elektronen vom Cytochrom-b6f-Komplex aufnehmen und an Photosystem I abgeben können, besitzen sie keine Ähnlichkeit in Sequenz oder Struktur. Allerdings weisen aber eine Reihe von ähnlichen physikalischen Eigenschaften auf: beide Proteine haben ähnliche Molekülmassen (ca. 10 kDa), Durchmesser ca. 3 nm), Redoxpotentiale (ca. +370 mV) und isoelektrische Punkte (ca. 4,5). Cytochrom c6 ist für eine effiziente Bindung an Photosystem I nicht auf die PsaF-Untereinheit angewiesen und bindet somit auf eine andere Weise  an den Komplex als Plastocyanin.

## Eigenschaften
Cytochrom c6 ist mit dem löslichen Cytochrom-c der Mitochondrien und Cytochrom c2 der Purpurbakterien verwandt. Die Hämgruppe wird kovalent über zwei Cysteine mittels Thioetherbindungen gebunden. Bei Eukaryoten erfolgt die Synthese der Cytochrom-c6-Vorstufe (Prä-Apocyt c6) im Zytosol, welche nach Translokation ins Thylakoidlumen  durch Peptidasen in seine reife Form überführt wird. Eine Cytochrom-c-Lyase stattet das Apoprotein mit der Hämgruppe aus.

## Expression bei Kupfermangel inChlamydomonas reinhardtii
Die Grünalge Chlamydomonas reinhardtii  gehört neben einigen Cyanobakterien und anderen eukaryotischen Algen zu einer Reihe von Organismen, die sowohl Cytochrom c6 als auch Plastocyanin bilden können. In C. reinhardtii wird das Protein bei Kupferkonzentrationen unter 50 nM exprimiert und ersetzt Plastocyanin funktionell als luminalen Elektronenträger. Unter diesen Bedingungen wird die Plastocyanin-Expression unterdrückt. Ist Kupfer wieder in ausreichender Menge vorhanden, wird die Plastocyanin-Expression wieder aktiviert und Cytochrom c6 nicht mehr produziert.

## Bedeutung als Signalmolekül in höheren Pflanzen
In höheren Pflanzen wurde des Weiteren eine modifizierte Form des Cytochrom c6 gefunden, die über ein zusätzliches, stark konserviertes zwölf Aminosäuren langes Motiv verfügt. Diese Variante wird in Arabidopsis thaliana  in geringen Mengen in photosynthetisch aktiven Geweben exprimiert und besitzt möglicherweise eine Signalfunktion. Arabidopsis-Cytochrom-c6 kann Plastocyanin nicht funktionell ersetzen, da es ein Redoxpotential besitzt, das zu niedrig ist, um Cytochrom-f zu oxidieren. Eine Elektronenabgabe an Photosystem I wäre aber dennoch möglich. In kinetischen Analysen mit Arabidopsis-PS I wurde eine im Vergleich zu Plastocyanin 100-fach weniger effiziente Bindung des Arabidopsis-Cytochrom c6 gemessen; Cytochrom c6 aus Algen zeigt dagegen eine ähnliche Effizienz wie Arabidopsis-Plastocyanin.